# El sí pronuncian y la mano alargan al primero que llega
Elles prononcent le oui et tendent la main au premier qui se présente
L'eau-forte El sí pronuncian y la mano alargan al primero que llega (Elles prononcent le oui et tendent la main au premier qui se présente) est une gravure de la série Los caprichos du peintre espagnol Francisco de Goya. Elle porte le numéro deux dans la série des 80 gravures. Elle a été publiée en 1799.

## Interprétations de la gravure
Il existe divers manuscrits contemporains qui expliquent les planches des Caprichos. Celui qui se trouve au Musée du Prado est considéré comme un autographe de Goya, mais semble plutôt chercher à dissimuler et à trouver un sens moralisateur qui masque le sens plus risqué pour l'auteur. Deux autres, celui qui appartient à Ayala et celui qui se trouve à la Bibliothèque nationale, soulignent la signification plus décapante des planches.
- Explication de cette gravure dans le manuscrit du Musée du Prado :
Facilidad con que muchas mujeres se prestan a celebrar matrimonio esperando vivir en él con más libertad.
(Facilité avec laquelle beaucoup de femmes se prêtent à célébrer un mariage, espérant vivre avec lui plus librement.)[2].

- Manuscrit de Ayala :
Reprende los matrimonios a ciegas, como los de las princesas y camaristas
(Refuser les mariages à l'aveugle, comme ceux des princesses et des servantes)[2].

- Manuscrit de la Bibliothèque nationale :
Los matrimonios se hacen regularmente a ciegas: las novias adiestradas por sus padres, se enmascaran y atavían lindamente para engañar al primero que llega. Esta es una princesa con máscara, que luego a de ser perra con sus vasallos, como lo indica el reverso de su cara imitando un peinado: el pueblo necio aplaude estos enlaces; y detrás viene orando un embustero en traje sacerdotal por la felicidad de la nación. ( Bodas de las Camaristas).
(Les mariages se font régulièrement à l'aveugle; les fiancées, dressées par leurs parents se masquent et se parent joliment pour tromper le premier qui passe. Celle-ci est une princesse avec un masque, qui bientôt sera une chienne avec ses vassaux, comme l'indique l'arrière de sa tête imitant un peigne: le peuple naïf applaudit à ces liens ; et derrière vient priant un menteur en habits sacerdotaux pour la félicité de la nation. (Noces de servantes))[2].

Selon Helman, le titre de ce caprice est tiré de vers de Jovellanos (les satires A Arnesto), où le poète critique Alcinda parce que contre la raison et son propre sentiment, elle se laisse lier par les liens du mariage comme les bœufs au joug :
« Cuántas, oh Alcinda, a la coyunta uncidas,
¡Tu suerte envidian! Cuántas de himeneo
Buscan el yugo por lograr su suerte,
Y sin que invoquen la razón, ni pese
Su corazón los méritos del novio,
El sí pronuncian y la mano alargan
Al primero que llega! Qué de males
esta maldita ceguedad no aborta!
Veo apagadas las nupciales teas
Por la discordia con infame soplo
Al pie del altar, y en el tumulto
Brindis y vivas de la tornaboda,
Una indiscreta lágrima predice
Guerras y oprobios a los mal unidos.
Veo por mano temeraria roto
El velo conyugal, y que corriendo
Con la imprudente frente levantada,
Va el adulterio de una casa a otra. »
La jeune tend sa main gauche à son époux et cache la droite. Elle porte un masque noir et il se combine dans sa chevelure avec un autre porté à la manière d'un peigne et qui représente une tête de rate ou de chienne. Le masque, comme dans d'autres gravures de Goya, sert non pour camoufler, mais plutôt pour dévoiler et révéler le véritable caractère de la personne qui le porte. C'est la luxure qui pousse cette femme vers le mariage. Mais la tromperie est partagée, car l'homme avec un regard oblique et intéressé semble bien plus penser au profit qu'il va tirer de ce mariage. Le désordre de la foule correspond à la discorde et au tumulte au pied de l'autel dont parlent les vers. La vieille courbée sur le bâton sera l'instrument de l'adultère dont les vers font allusion.
On retrouve ce même thème, celui du mariage de convenance, se retrouve dans les images 14, Que sacrificio! ; 57, La filiación  et 75, ¿No hay quién nos desate?.

## Technique de la gravure
L'estampe mesure 215 × 153 mm sur une feuille de papier de 306 × 201 mm. Dans l'angle supérieur droit : « P.2. ».
Le dessin est extraordinaire, avec trois plans de lumière qui correspondent à trois intensités expressives. Les rayures dans les vêtements arrivent à imiter les effets du velours, des soieries ou des fourrures.
La gravure utilise l'eau-forte et l'aquatinte. La planche se trouve dans un bon état de conservation mais avec l'aquatinte affaiblie.

## Catalogue
- Numéro de catalogue G02090 au Musée du Prado. Provient de la Collection Plácido Arango par un don de 1991.
- Numéro de catalogue 51-1-10-2 de l'estampe au Musée Goya de Castres.
- Numéros de catalogue ark:/12148/btv1b84516885, ark:/12148/btv1b8451687r et ark:/12148/btv1b8451689k de l'estampe chez Gallica.